# Acura ARX-02a

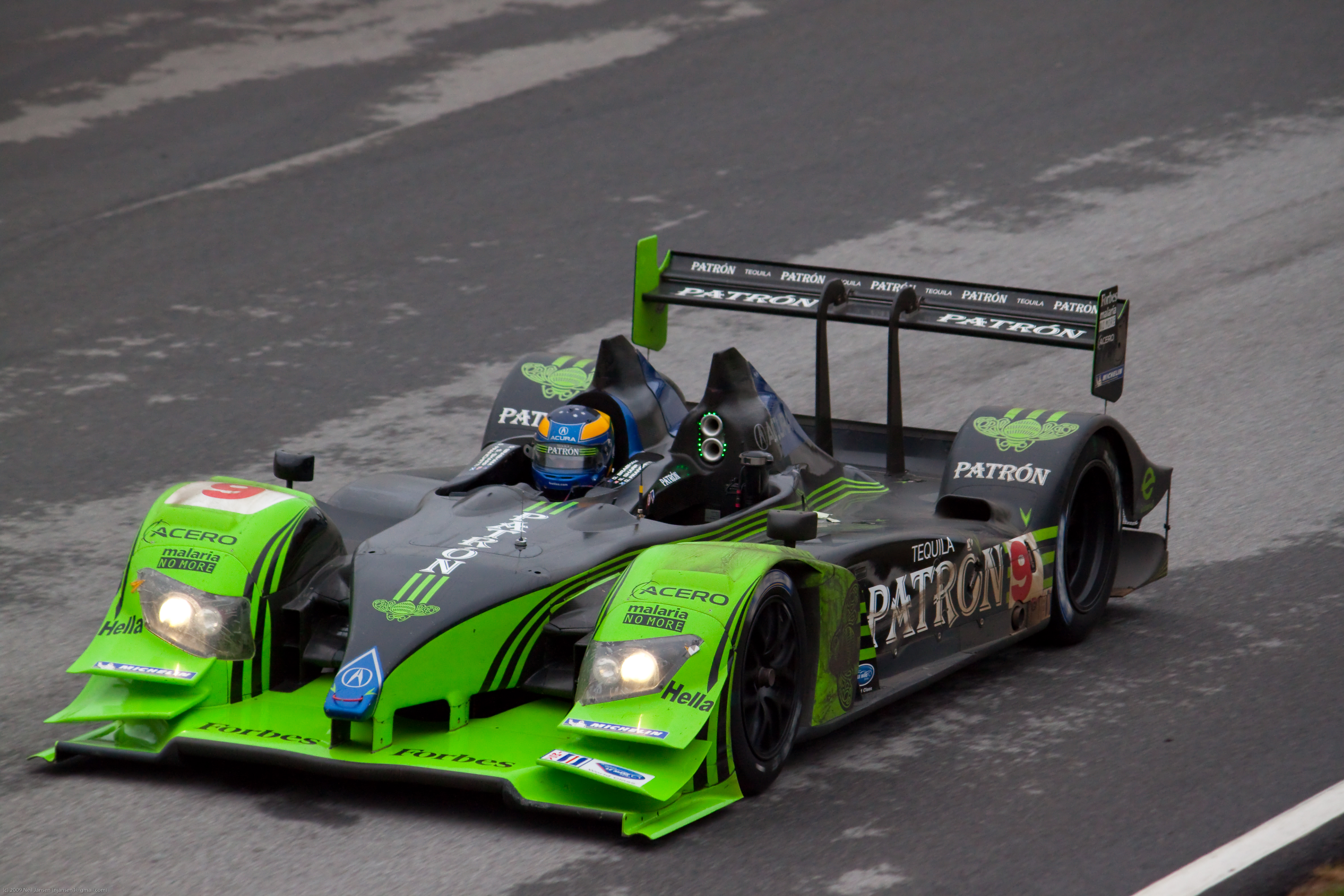
Acura ARX-02a von Highcroft Racing beim Petit Le Mans 2009

Der Acura ARX-02a ist ein von Honda Performance Development und Wirth Research entwickelter Le-Mans-Prototyp der Klasse LMP1, der seit 2009 bei Sportwagenrennen eingesetzt wird und ist Nachfolger des Acura ARX-01.

## Renneinsätze
Highcroft Racing und De Ferran Motorsports setzten 2009 zwei ARX-02a in der American Le Mans Series in Werksauftrag von Acura ein. Das Debüt erfolgte beim 12-Stunden-Rennen von Sebring, bei dem beide Fahrzeuge mit technischen Defekten ausfielen. Die nachfolgenden drei Meisterschaftsläufe gewann der ARX-02a.

## Technik
Der Acura ARX-02a wurde am 26. Januar 2009 bei den Wintertests der ALMS in Sebring erstmals der Öffentlichkeit vorgestellt. Schon im vorhergehenden Dezember wurden erste geheime Tests in Sebring ausgefahren.
Eine Besonderheit des Fahrzeugs ist, dass an der Vorder- sowie der Hinterachse dieselbe Reifendimension (37-71/18) verwendet wird. Durch die deswegen größeren Michelin-Reifen kann auf einen Teil des aerodynamisch erzeugten Grips verzichtet werden. Ein weiteres Novum war der von vorne aufgehängte Heckspoiler. Die komplette Entwicklung wurde von Honda Performance Development in Kalifornien und Wirth Research in Großbritannien übernommen. Nur Xtrac stellt mit dem Sechsganggetriebe die größte extern gefertigte Komponente des Fahrzeugs.
Der Motor, der Acura LM-AR7, hat vier Liter Hubraum, ist in V8-Bauform gebaut und wird mit E10 betrieben. Die maximale Leistung beträgt ungefähr 456 kW (620 PS).
Der ARX-02a ist mit einem offenen Cockpit und doppeltem Überrollbügel ausgestattet.

## Chassis
| Nr. | Jahr | Typ     | Team                  | Motor | Rennserie |
| --- | ---- | ------- | --------------------- | ----- | --------- |
| 1   | 2009 | ARX-02a | De Ferran Motorsports | Acura | ALMS      |
| 2   | 2009 | ARX-02a | Highcroft Racing      | Acura | ALMS      |